# Fantom (programovací jazyk)
Fantom je obecný objektově orientovaný programovací jazyk, který lze provozovat nad Java Virtual Machine, .NET a JavaScriptem.
Jazyk podporuje funkcionální konstrukty jako jsou uzávěry a paralelní zpracování s využitím Actor modelu a transakčního modelu paměti. Fantom využívá typový systém, který spojuje aspekty jak statického tak dynamického typování objektů. Fantom podobně jako Java a C# využívá syntaxi odvozenou z programovacího jazyka C.

## Ukázka kódu
Tradiční program „Hello world“ vypadá takto:
```
class
 
HelloWorld

{

  
static
 
Void
 
main
()

  
{

    
echo
(
"Hello, World!"
)

  
}

}

```